# 合宿的戀人
《合宿的戀人》，2013年日本電視劇，在2013年1月16日至3月13日期間於日本電視台播放，由水川麻美主演，亦是水川首次主演黃金時段電視劇。劇情圍繞着由水川、大泉洋和谷原章介所飾演的一女二男之間的三角戀發展。

## 劇情簡介
已經三十歲的OL津山汐（水川麻美 飾）終日疲於奔命，笑容滿面，卻難免被調往經營狀況欠佳的事務所的命運，心中充滿苦惱。偶然機緣，她搬入一間名為Terra的合租屋內居住。同住的還有一位頭腦極其靈光但缺乏基本常識、自稱宇宙人的川木辰平（大泉洋 飾），以及一個年僅不惑焦慮重重的女人。一波三折過後，出租屋只剩下汐和辰平二人。未過多久，他們結識了中年失業離家出走的男子櫻井雪哉（谷原章介 飾）。雪哉性格內斂，對未來充滿絕望，加上遭妻子趕出門，人生仿佛跌入谷底。而汐和辰平的出現，不僅讓雪哉的人生出現轉機，也似乎讓他望見新的戀情。

## 登場人物

### 合租屋TERRA
津山 汐（30） - 水川麻美
努力生活的30歲OL，因為害怕所以無論做什麼事情都會因為遲疑而耽擱。沒有朋友，也沒有戀人。喜歡在晚上逛便利店。
川木 辰平（38） - 大泉洋
超級市場店員。被人們稱為宇宙人。常常錯誤理解別人的話，還要問“難道不是這個原因嗎？”笨拙而努力的生活著。
櫻井 雪哉（40） - 谷原章介
雖然認真的生活著，卻遇上失業、被妻子趕出家門的失意男子。在自暴自棄的時候與汐、辰平相遇。

### 汐・雪哉之家族
津山 凪 - 中島裕翔（Hey! Say! JUMP）
城南學院大学生，汐的弟弟。將來的夢想是做小學老師。有著強烈社會認同感的天真的青年。因為姐姐有不想結婚的跡象，所以提議姐姐為了將來的生活去合租屋。
錦野 カオル - 川口春奈
凪的女朋友。與凪一様希望成為小學老師。空知在東京的鋼琴老師。
櫻井 空知 - 君野夢真
雪哉的兒子。離開東京後、與母親一起住在長野。
櫻井 真希 - 須藤理彩
雪哉的妻子。空知的母親。雪哉失踪之後、帶同空知到長野家郷、祖家的牧場。

### COPiO浦島營業所
望月 メグ - 木南晴夏
汐的後輩。
松野 孝太郎 - 田中登志哉
桧 太助  - 瀬戸将哉
杉之原二朗 - 半海一晃

### 其他
山吹さん（40） - 三浦理恵子（第1・最終話）
人力仲介。
寺坂 香苗 - 罇真佐子
辰平的同事。自稱火星人。

### 客串

#### 第1話
便利店店長  - 小林劍道
雪哉兼職便利店的店長。

#### 第3 - 4話
福井 大（8） - 鈴木福
香苗的孫。月丘小學校2年2組。
根岸 - 吉澤亮
葛城 - 浅野和之（第3話）

#### 第6話
楠木 秋穂  - 工藤里紗（第2話）
大久保 - 林泰文

#### 第7話
倉木 明海 - 黒沢かずこ（森三中）

#### 第8話
望月 惠一 - 野添義弘
COPiO専務。
沼田 - 戶次重幸

## 集數列表
| 集數                                                     | 播出日期 | 標題 | 導演     | 收視率 |
| -------------------------------------------------------- | -------- | ---- | -------- | ------ |
| 1                                                        | 1月16日  |      | 南雲聖一 | 11.6%  |
| 2                                                        | 1月23日  |      | 南雲聖一 | 9.6%   |
| 3                                                        | 1月30日  |      | 吉野洋   | 7.4%   |
| 4                                                        | 2月6日   |      | 中島悟   | 6.8%   |
| 5                                                        | 2月13日  |      | 南雲聖一 | 9.2%   |
| 6                                                        | 2月20日  |      | 中島悟   | 11.2%  |
| 7                                                        | 2月27日  |      | 南雲聖一 | 8.7%   |
| 8                                                        | 3月6日   |      | 中島悟   | 9.8%   |
| 大結局                                                   | 3月13日  |      | 南雲聖一 | 10.2%  |
| 平均收視率：9.4%（收視率由Video Research於關東地區統計） |          |      |          |        |

## 外部連結
- 官方網站（页面存档备份，存于）（日語）
- 合宿的戀人的X（前Twitter）（日語）
- 合宿的戀人的Facebook專頁（日語）